# Mele
Mele (en ligur Mê) és un comune italià, situat a la regió de la Ligúria i a la ciutat metropolitana de Gènova. El 2011 tenia 2.686 habitants.

## Geografia
Es troba als peus dels Apenins Ligurs la vall de Leira, a l'oest/nord-oest de Gènova. Té una superfície de 29,44 km² i les frazioni de Acquasanta, Biscaccia, Fado, Ferriera i Fondo Crosa. Limita amb les comunes de Bosio, Gènova i Masone.